# IC 734/1
IC 734/1 је елиптична галаксија у сазвијежђу Пехар која се налази на листи објеката дубоког неба у Индекс каталогу.
Деклинација објекта је - 8° 16' 15" а ректасцензија 11h 46m 3,8s. Привидна величина (магнитуда) објекта IC 734 износи 14,3 а фотографска магнитуда 15,3. IC 7341 је још познат и под ознакама MCG -1-30-31, PGC 36701.